# البقرة الأولى
البقرة الأولى (بالإنجليزية: First Cow)‏ هو فيلم دراما أمريكي من إخراج كيلي ريتشارد وبطولة جون ماغارو، توبي جونز، إوين بريمنر، غاري فارمر وليلي جلادستون. صدر الفيلم في الولايات المتحدة في 6 مارس 2020.

## وصلات خارجية
- البقرة الأولى على موقع IMDb (الإنجليزية)
- البقرة الأولى على موقع ميتاكريتيك (الإنجليزية)
- البقرة الأولى على موقع روتن توميتوز (الإنجليزية)
- البقرة الأولى على موقع ألو سيني (الفرنسية)
- البقرة الأولى على موقع أول موفي (الإنجليزية)
- البقرة الأولى على موقع بوكس أوفيس موجو (الإنجليزية)
- البقرة الأولى على موقع قاعدة بيانات الأفلام السويدية (السويدية)
- البقرة الأولى على موقع قاعدة بيانات الفيلم (الإنجليزية)
- البقرة الأولى على موقع ليتربوكسد (الإنجليزية)
- البقرة الأولى على موقع كينوبويسك (الروسية)